# Internationales Institut für Sozio-Informatik
Das Internationale Institut für Sozio-Informatik (IISI) wurde 2000 in Bonn gegründet und widmet sich der Erforschung von Anwendungen der Informatik in sozialen Systemen. An Fragestellungen aus dem Grenzbereich zwischen Informatik, Soziologie, Psychologie, Pädagogik und Wirtschaftswissenschaften wird von einer Gruppe interdisziplinär ausgerichteten Wissenschaftler geforscht. Die Arbeiten des IISI knüpfen an langjährigen Forschungskooperationen zwischen ProSEC, dem Projektbereich Software-Ergonomie und CSCW an der Universität Bonn und verschiedenen Forschungsgruppen der GMD, Forschungszentrum Informationstechnik, an. Das IISI ist eine freie Forschungseinrichtung in Trägerschaft des gemeinnützigen Vereins The Group e.V. 
Das Institut widmet sich schwerpunktmäßig folgenden Themenfeldern:
- vernetztes Lernen,
- Wissensmanagement,
- computerunterstützte Gruppenarbeit,
- elektronische Demokratie und
- Mensch-Maschine-Interaktion.

Die für das Institut arbeitenden Experten haben weitreichende Erfahrung in den Bereichen CSCL (Computer-Supported Cooperative Learning), PD (Participatory Design) und HCI (Human Computer Interaction).
Die benutzerorientierte und nachhaltige Technikgestaltung stehen beim IISI im Zentrum der Forschung, in der soziale, organisatorische und technische Entwicklungen in ihrer Wechselwirkung betrachtet werden. Die folgenden Fragen skizzieren thematisch das Forschungsgebiet:
- Wie können technologische Innovationen in medialen Anwendungen nutzbar gemacht werden?
- Welche Herausforderungen ergeben sich durch soziale und organisatorische Entwicklungen für die Gestaltung Neuer Medien?
- Welche Wirkungen und Folgen haben Neue Medien für Gesellschaft, Organisationen und Individuen?
- Wie verändern (informations-)technische Systeme unser Leben (Lernen, Arbeiten, Konsumieren, Spielen etc.)?
- Wie lässt sich das Zusammenspiel von sozialen und technischen Netzwerken theoretisch fassen und gestalten?

Die Wissenschaftler führen Forschungs- und Entwicklungsvorhaben gemeinsam mit Unternehmen aber auch nicht profitorientierten Organisationen (NPO) und Nichtregierungsorganisationen (NGOs) durch. Hierzu kann auf ein etabliertes Netzwerk mit Partnern aus Forschung und Industrie zurückgegriffen werden. Forschungs- und Beratungsaktivitäten umfassen beispielsweise:
- Integrierte Organisations- und Technikentwicklung
- Evaluation und Begleitforschung
- Projektentwicklung und -planung
- Usability Studies und Mediengestaltung
- Unterstützung virtueller Organisationsstrukturen
- Communities of Practice

Die Arbeit des IISI wird von einem internationalen Beirat unterstützt.